# Аница Миленкович
Аница Миленкович (на сръбски: Аница Миленковић) е сръбска попфолк певица.

## Биография
Аница Миленкович е родена на 5 август 1978 година в село Касидол, Социалистическа република Сърбия.

## Дискография
Дискография на Аница Миленкович:
- Mlade godine mogu sve (1991)
- Devojački snovi (1992)
- Korak napred (1993)
- Molitva (1994)
- Ludilo (1997)
- Čarobnjak (1998)
- Miljenica (1998)
- Uzmi me za ruke (1999)
- Puštam te (2001)
- Pile moje (2003)
- Sad ili nikad (2004)
- Depresija (2007)